# Eichel (Wertheim)
Eichel ist ein Ortsteil und Altort des Stadtteils Eichel/Hofgarten der Großen Kreisstadt Wertheim im baden-württembergischen Main-Tauber-Kreis im Regierungsbezirk Stuttgart.

## Geographie

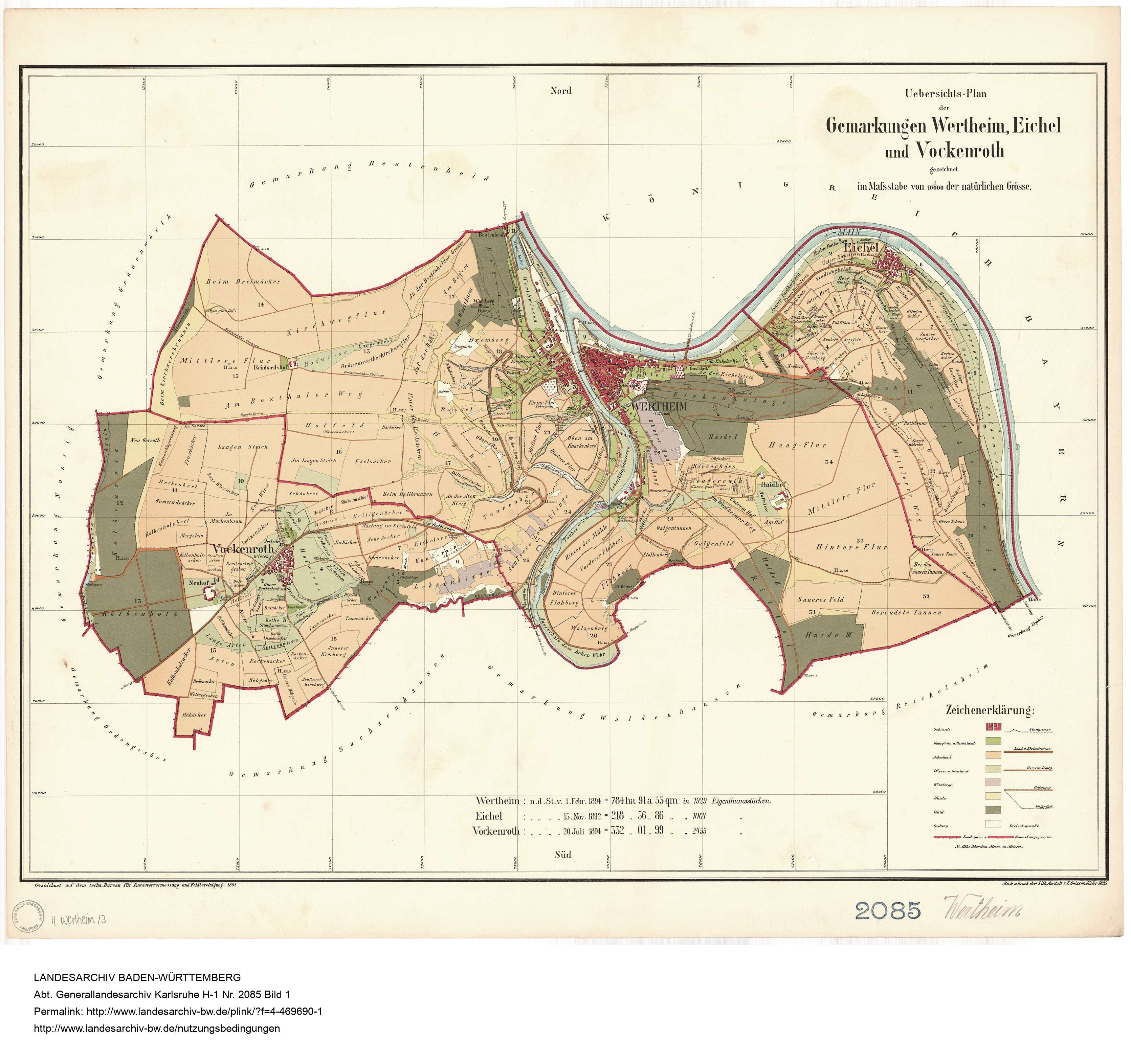
Die Gemarkung von Eichel um 1892, daneben die Gemarkungen von Vockenrot und der Kernstadt Wertheim

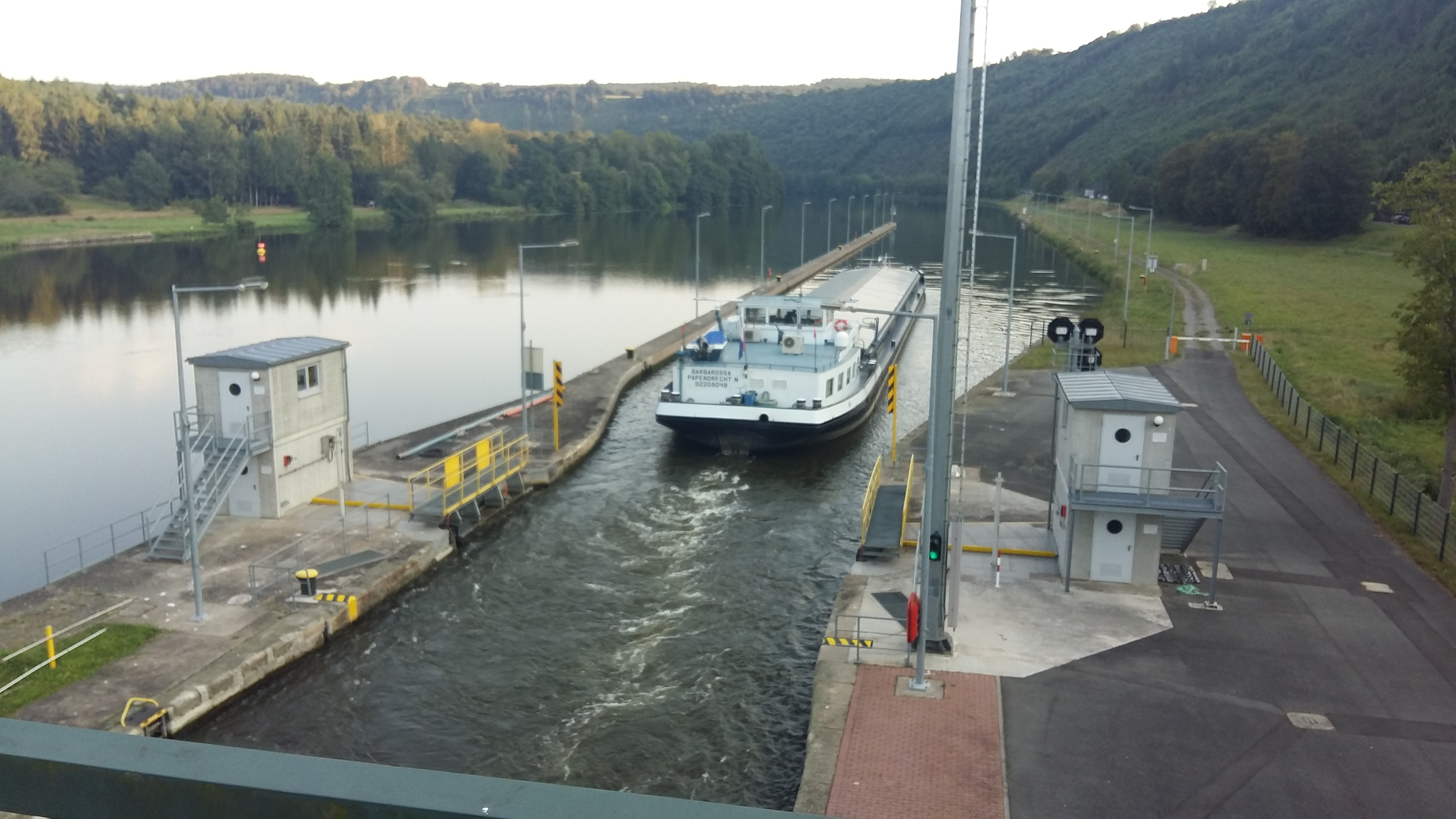
Main-Schleuse Eichel

Eichel liegt im Osten der Gemarkung der Kernstadt in einer Talschlinge des Mains nach Norden am linken Ufer und auf dem Gleithang. Der Siedlungskern steht auf Höhen um 142 m ü. NHN. Der Ort ist mit dem südwestlich benachbarten Hofgarten zusammengewachsen, dessen am höchsten gelegene Neubaugebiete am oberen Talhang 230 m ü. NHN erreichen. Eichel wird von der den Flusslauf begleitenden Landesstraße 2310 durchzogen. Die zugehörige Staustufe Eichel liegt etwa anderthalb Kilometer flussaufwärts, Stauziel des Flusses im Unterwasser von dort bis zur nächsten Schleuse weit abwärts von Eichel sind 134 m ü. NHN.

## Geschichte
Eichel besitzt wohl die älteste Kirche, eine Wehrkirche aus dem 9. Jahrhundert, im badischen Mainfranken.
Eichel war bis zur Eingemeindung nach Wertheim im Jahre 1935 eine eigenständige Gemeinde im Bezirksamt Tauberbischofsheim. Seit dem 1. Januar 1973 gehört der Ort zum Main-Tauber-Kreis.

## Religion
Eichel ist protestantisch geprägt. Die Veitskirche dient den Protestanten als Gotteshaus, die zur Pfarrgemeinde des Stadtteils Eichel/Hofgarten (Kirchenbezirk Wertheim) gehören. Bei der evangelischen Veitskirche handelt es sich um einen romanischen Bau mit Kirchhofmauer, in der ein Rundbogenportal besteht. Die Veitskirche mit Kirchhof steht als Sachgesamtheit unter Denkmalschutz.
Die im Ort lebenden Katholiken gehören zur Pfarrgemeinde des Ortsteils Hofgarten (Dekanat Tauberbischofsheim).